# Jeseník
Jeseník (phát âm tiếng Séc: [ˈjɛsɛɲiːk]), mang tên cũ Frývaldov cho tới năm 1947 (phát âm tiếng Séc: [ˈfriːvaldof]; tiếng Đức: Freiwaldau) là một đô thị ở vùng Olomouc của Cộng hòa Séc, là thủ phủ Jeseník.

## Địa danh

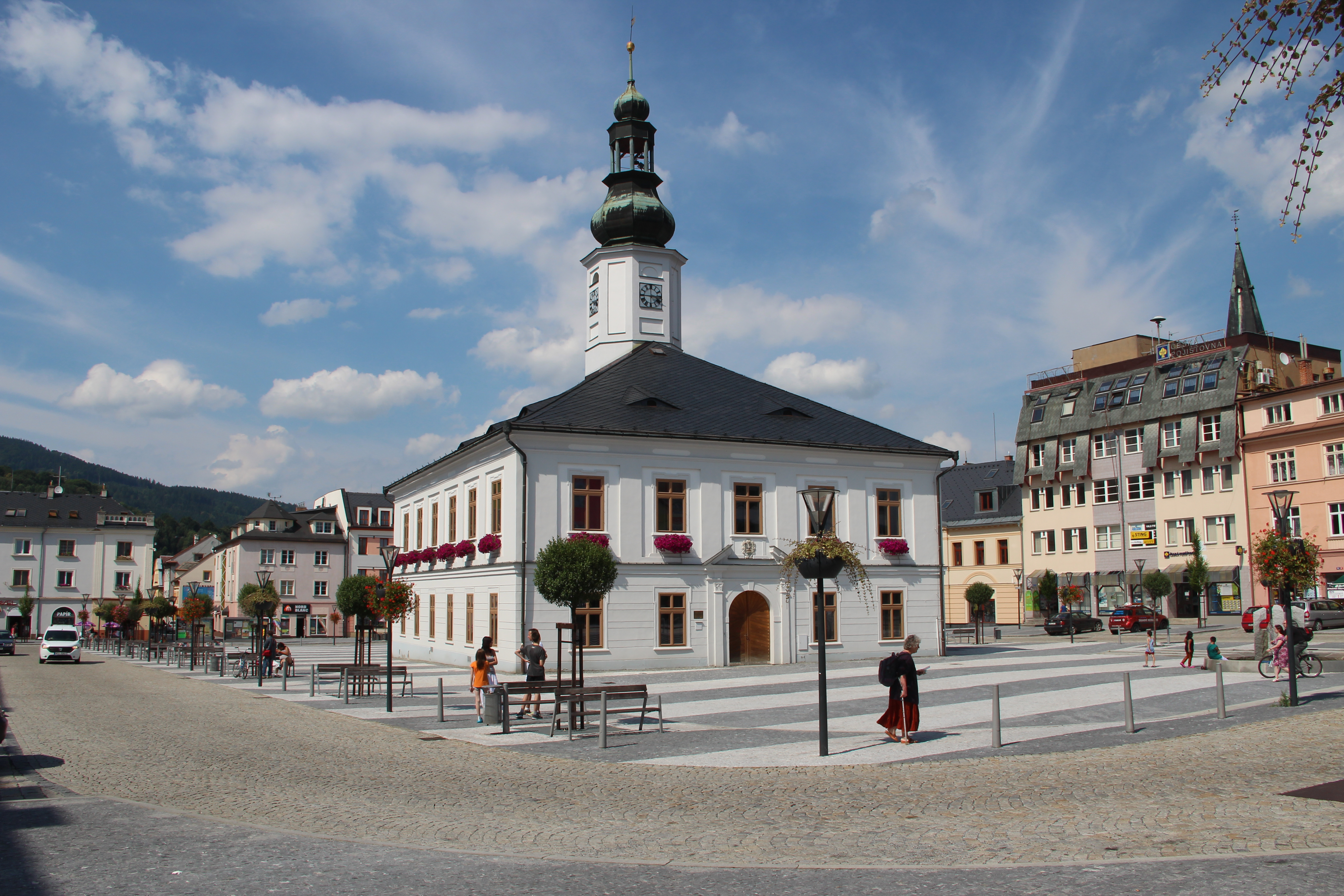
Chợ và tòa thị chính

Thị trấn này có tên gốc là Freiwaldau. Tên cũ tiếng Séc Frývaldov là bản phiên âm từ tên tiếng Đức (frei=frý, waldau= valdov). Sau thế chiến thứ hai, Frývaldov, cùng nhiều thành phố tên có gốc Đức khác, được đổi tên. Tên mới của thị trấn lấy từ tên dãy Hrubý Jeseník, gọi tắt là Jeseníky.

## Địa lý
Thị trấn nằm vùng lịch sử Silesia thuộc Séc, kế sông Bělá, một phụ lưu sông Nysa Kłodzka. Nó nằm giữa dãy Hrubý Jeseník.

### Phường
- Bukovice (Buchelsdorf)
- Dětřichov (Dittershof)
- Jeseník (Freiwaldau)
- Lázně Jeseník (Bad Gräfenberg)